# Martina Bonnier
Anna Martina Bonnier, född 1 mars 1966 på Lidingö, är en svensk chefredaktör. Sedan 2021 är hon chefredaktör för Vogue Scandinavia.
Hon har tidigare varit chefredaktör för modetidningen Damernas Värld, en post hon fick 2011. Hon är känd för sitt intresse för haute couture.
Martina Bonnier är dotter till Dan Bonnier och Vera Bonnier, ogift Graffman, samt sondotter till Johan "Joja" Bonnier och dotterdotter till Gösta Graffman. Hon är gift med Sverker Thufvesson, koncernchef för privatbanken Lancelot Asset Management, och de har två barn.